# Немецкий Михель (скульптура)
Немецкий Михель (нем. Der Deutsche Michel) — эта скульптура является аллегорическим представлением «Немецкого Михеля», которую создал скульптор Фридрих Ройш.

## История
Фридрих Ройш создал скульптуру в 1895 году в своей мастерской в Академии искусств Кёнигсберга. Около 9 лет она простояла в мастерской, так как не была востребованная к установке. Позже она была установлена в саду Прусского музея. Скульптура Немецкого Михеля изначально создавалась для установки в саду музея Пруссии, в Кёнигсберге (некогда королевского дома) на Кёнигштрассе 65/67, но была установлена там только в 1904 году. И явилась подарком городу Кёнигсбергу от Иоганна Фридриха Ройша.
Сначала скульптура не понравилась горожанам, но через какое-то время привлекла внимание и отношение к ней переменилось. Скульптура простояла в саду музея 9 лет. В 1913 году, Башня Врангеля, утратившая своё военное значение, была перестроена в выставочный зал в соответствии с планами Фридриха Ларса, куда и должна была быть переустановлена скульптура. Только в 1924 году скульптура была установлена на наружную стену кёнигсбергской башни Врангеля.
Скульптура была полностью разрушена в конце Второй мировой войны, при авианалётах британской авиации в 1944 году и штурме Кёнигсберга Красной армией в 1945 году.

### Другие скульптуры
Также известна и другая скульптура «Немецкий Михель». Трёхметровая статуя была создана скульптором из Вюрцбурга Артуром Шлегмюнигом (1864—1956). 1 апреля 1916 года в качестве Символа войны и сбора средств на войну она была открыта в Вюрцбурге обербургомистром Максом Рингельманом.

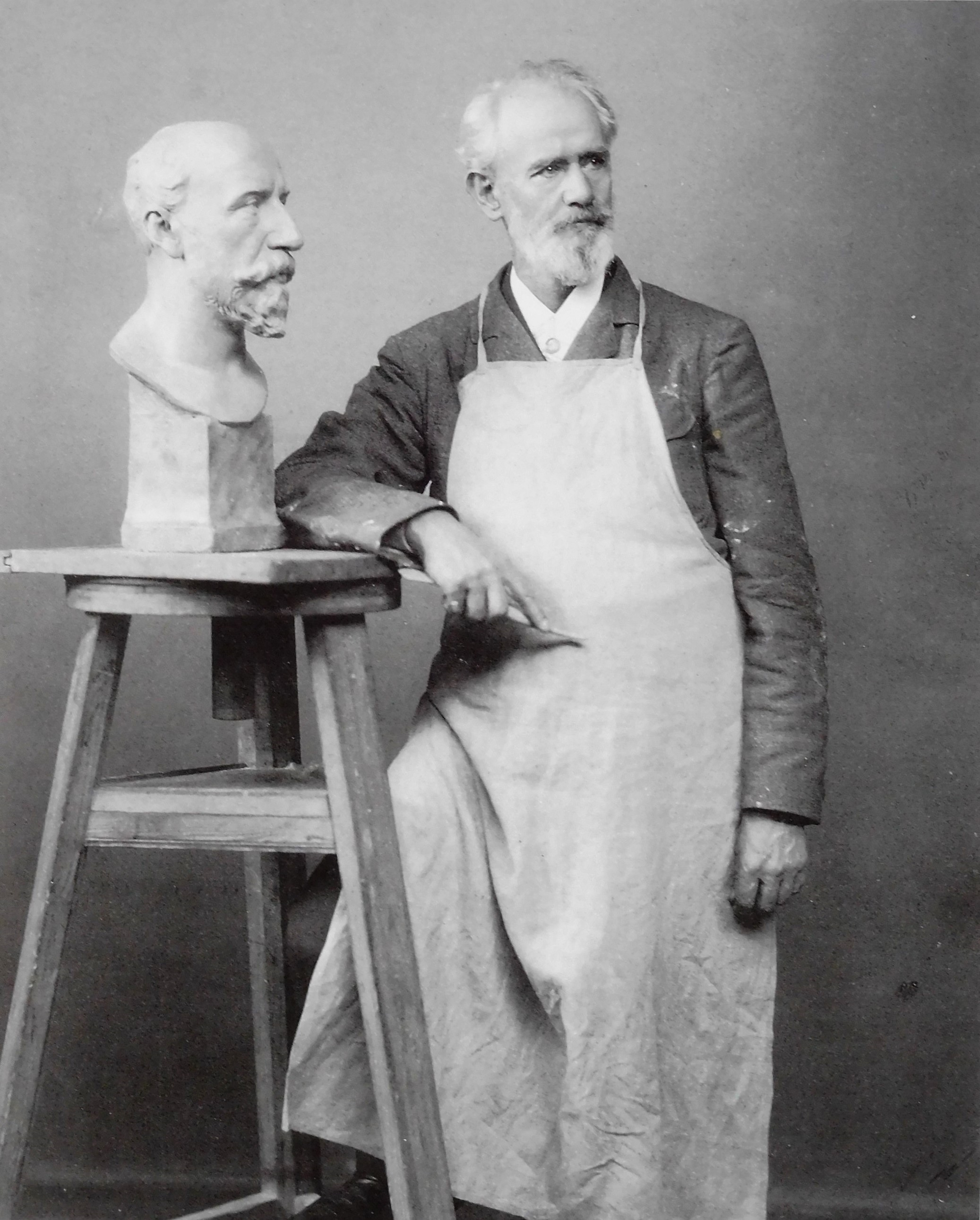
Фридрих Ройш
Скульптура «Немецкий Михель», 1904, Кёнигсберг
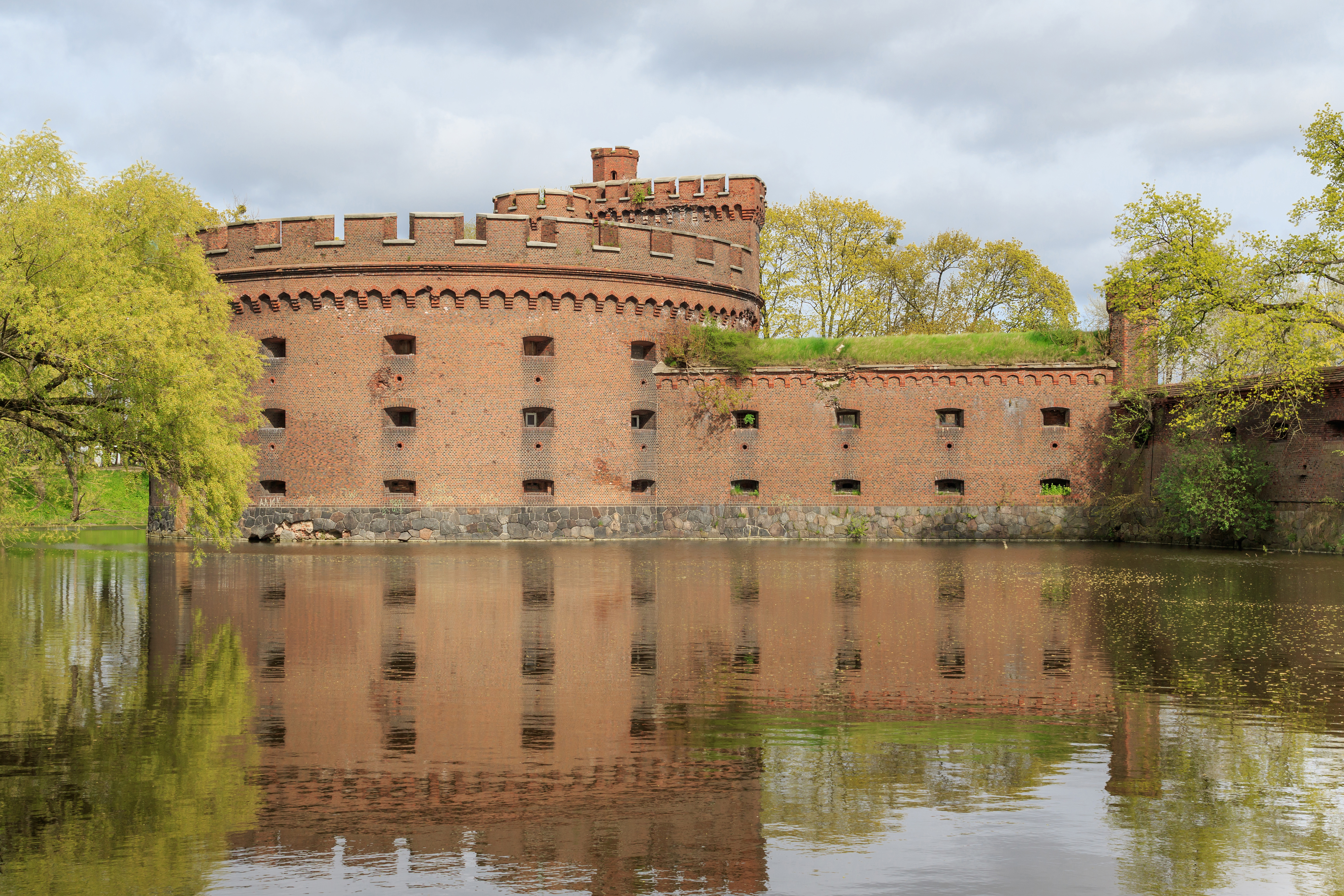
Башня Врангеля (2017)